# Hyerin
Hye-rin (hangul: 혜린), também escrito como Hye-lin é um prenome coreano, mais usado como um nome feminino. Seu significado difere baseado no hanja usado para escrever cada sílaba do nome. Há 16 hanja com a leitura "hye" e 17 hanja com a leitura "rin", na lista oficial de hanja do governo sul-coreano, que pode ser registrado para uso em outros nomes.

## Pessoas
- Seo Hye-rin (1993), cantora sul-coreana, integrante do grupo feminino EXID.
- Raina (nascida Oh Hye-rin em 1989), cantora sul-coreana, integrante do grupo feminino After School.